# Minuartia kabylica
Minuartia kabylica är en nejlikväxtart som först beskrevs av Auguste Nicolas Pomel, och fick sitt nu gällande namn av Dvoráková. Minuartia kabylica ingår i släktet nörlar, och familjen nejlikväxter. Inga underarter finns listade i Catalogue of Life.